# Paz
Paz, popis 1991; skupaj: 99
Paz (izal. Passo) je naselje na Hrvaškem, ki upravno spada pod občino Cerovlje; le-ta pa spada pod Istrsko županijo.
Paz leži v vzhodni Istri ob cesti Opatija-Pazin, od katerega je oddaljen okoli 17 km.

## Zgodovina
V starih listinah se kraj omenja v 12. stoletju kot Pas, pa tudi Paas, kasneje pa kot Pasperc in Passberg. V srednjem veku je bil fevd oglejskega patriarhata, nato plemiške družine Eberstein. Od leta 1374 je pripadal Pazinski kneževini. Najprej je z njim upravljala grofovska družina Walderstein, od 16. stoletja pa plemiška družina Barbo Waxenstein.

## Znamenitosti
V naselju stoji cerkev Uznesenja Blažene Djevice Marije, zgrajena leta 1579 in kapela sv. Vida, zgrajena leta 1461, v kateri so poznogotske freske, ki jih je je po glagolskem napisu izdelal mojster Albert leta 1461.
Nad naseljem so ostanki Gradu Paz, srednjeveške utrdbe, ki jo je leta 1570 obnovila in povečala družina Barbo Waxenstein.

## Demografija
| Pregled števila prebivalcev po letih | Pregled števila prebivalcev po letih | Pregled števila prebivalcev po letih | Pregled števila prebivalcev po letih | Pregled števila prebivalcev po letih | Pregled števila prebivalcev po letih | Pregled števila prebivalcev po letih | Pregled števila prebivalcev po letih | Pregled števila prebivalcev po letih | Pregled števila prebivalcev po letih | Pregled števila prebivalcev po letih | Pregled števila prebivalcev po letih | Pregled števila prebivalcev po letih | Pregled števila prebivalcev po letih | Pregled števila prebivalcev po letih |
| ------------------------------------ | ------------------------------------ | ------------------------------------ | ------------------------------------ | ------------------------------------ | ------------------------------------ | ------------------------------------ | ------------------------------------ | ------------------------------------ | ------------------------------------ | ------------------------------------ | ------------------------------------ | ------------------------------------ | ------------------------------------ | ------------------------------------ |
| 1857                                 | 1869                                 | 1880                                 | 1890                                 | 1900                                 | 1910                                 | 1921                                 | 1931                                 | 1948                                 | 1953                                 | 1961                                 | 1971                                 | 1981                                 | 1991                                 | 2001                                 |
| 415                                  | 429                                  | 421                                  | 412                                  | 386                                  | 387                                  | 376                                  | 363                                  | 292                                  | 255                                  | 182                                  | 153                                  | 127                                  | 99                                   | 79                                   |